# カジミェシュ・ルボミルスキ

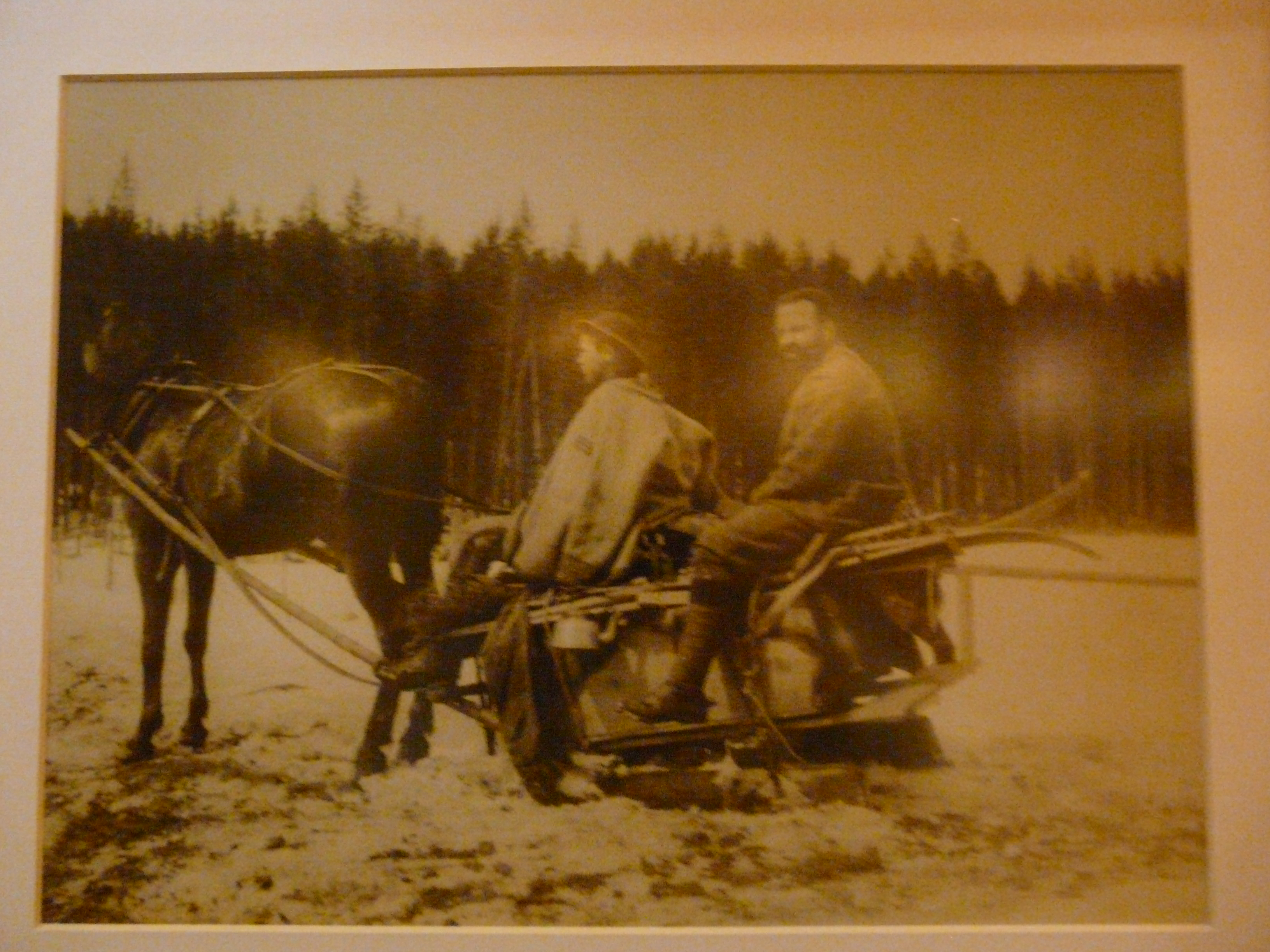
オオライチョウ狩りに向かうカジミェシュ・ルボミルスキ、1907年

カジミェシュ・ルボミルスキ（Kazimierz Lubomirski, 1869年7月16日 プシェヴォルスク - 1930年12月15日 クラクフ）は、オーストリア＝ハンガリー（二重帝国）およびポーランドの貴族、政治家、外交官。ルボミルスキ家の公（侯爵（Fürst）/公爵（książę））。

## 生涯
イェジ・ヘンリク・ルボミルスキ公とその妻のツェツィリア・ザモイスカ伯爵夫人（1831年 - 1904年）の間の次男として生まれた。クラクフ政界では保守派に属し、1901年から1913年までガリツィア王国議会の議員を務め、ガリツィアにおける農業発展と鉄道建設に関わった。1913年より、民族主義派の国民民主党（Narodowa Demokracja）に所属した。1918年に成立したポーランド共和国の市民となり、1919年から1921年まで、最初の駐米ポーランド公使としてワシントンに滞在した。帰国後、遠縁のステファン・ルボミルスキ（Stefan Lubomirski）の後任として、1921年から1929年までポーランド・オリンピック委員会（PKOl）の会長を務めた。また地主組織の監督委員会の委員長も務めた。
1902年にテレサ・ヴォジツカ伯爵夫人（1883年 - 1948年）と結婚し、間に3男1女の4人の子女をもうけた。長女のツェツィリア・ルボミルスカ（1907年 - 2001年）は、ブルボン家のガブリエル王子に嫁いだ。